# Steve Waugh
Pour les articles homonymes, voir Waugh.
Stephen Rodger Waugh AO (né le 2 juin 1965), dit Steve Waugh, est un ancien joueur de cricket australien. Il fut le capitaine de l'équipe d'Australie en test cricket de 1999 à 2004 et en ODI de 1996 à 2002. Il est le joueur qui a joué le plus grand nombre de tests dans sa carrière. Son frère jumeau Mark a également joué au plus haut niveau pour l'Australie.

## Équipes
- Nouvelle-Galles du Sud (1984 - 2004)
- Somerset (1987 - 1988)
- Irlande (1998)
- Kent (2002)

## Sélections
- 168 sélections en Test cricket (1985 - 2004)
  - 57 fois capitaine (1999 - 2004), 41 victoires, 7 draws, 9 défaites
- 325 sélections en One-day International (1986 - 2002)
  - 106 fois capitaine (1997 - 2002), 67 victoires, 3 ties, 35 défaites, 1 sans résultat

## Récompenses individuelles
- Un des cinq Wisden Cricketers of the Year de l'année 1989
- Allan Border Medal en 2001